# Osserain-Rivareyte
Osserain-Rivareyte är en kommun i departementet Pyrénées-Atlantiques i regionen Nouvelle-Aquitaine i sydvästra Frankrike. Kommunen ligger i kantonen Saint-Palais som tillhör arrondissementet Bayonne. År 2022 hade Osserain-Rivareyte 228 invånare.

## Befolkningsutveckling
Antalet invånare i kommunen Osserain-Rivareyte
| Referens: INSEE |